# Mindless Self Indulgence
Mindless Self Indulgence es una banda de Synthpunk procedente de Nueva York, Estados Unidos, formada en 1997 principalmente por Jimmy Urine y Markus J. Euringer. También conocidos como MSI, ellos describen su música como "Industrial Jungle Pussy Punk". Una mezcla "ácida" de rock y electrónica con punk y heavy e influencias del hip-hop.

## Historia
La banda se formó en 1995. Han publicado cinco discos de larga duración y una serie de EP y remixes. Su música está influenciada por la cultura principios de 1980. A menudo contiene muestras de principios de los 80 el Hip-Hop o Rock.
Mindless Self Indulgence se distingue de la corriente principal de la incorporación de letras sobre ser gay (de una manera sarcástica y agresiva, pero no desde un punto discriminativo, ni mucho menos homófobo) y temas relacionados en un número de sus canciones - incluso de títulos de una de sus canciones Faggot, (Una canción de ''desahogo'' ya que, el vocalista, Jimmy, es bisexual) y el uso de la palabra en un gran número de sus canciones. También en las letras está el hecho de criticar con canciones como "Stupid Motherfucker" o "I Hate Jimmy Page" donde difaman al exitoso músico. Esto refiere a la temología del punk a criticar, solo que en este caso es un poco absurdo.
En 1999, la banda lanzó el álbum originalmente llamado Tight. Luego, en el 2010, fue reeditado como Tighter el 26 de abril del 2011. La reedición presenta ilustraciones, 12 pistas inéditas y un DVD adicional.
En 2000, la banda lanzó el álbum Frankenstein Girls Will Seem Strangely Sexy, y al año siguiente Vanessa Y.T. deja la banda y Lyn-Z se une como la nueva bajista. En 2003 lanzaron el EP Despierta los niños.
En el 2005, la banda logra el reconocimiento de los medios de comunicación y críticos con el lanzamiento de su tercer álbum, You'll Rebel to Anything, cuyos sencillos, "Straight To Video" y "Shut Me Up" llegaron al puesto #1 en la lista Billboard.
Su disco más reciente es How I Learned to Stop Giving a Shit and Love Mindless Self Indulgence, salió el 15 de abril de 2013.
La base de fanes de MSI es sólida y se mantiene devota a la banda, ellos han sido teloneros para grupos como Linkin Park, My Chemical Romance, System of a Down, Korn, Sum 41, Insane Clown Posse y Rammstein. Bandas notables han sido teloneros para ellos, algunas pueden ser The Dresden Dolls, Rasputina, mc chris, The Birthday Massacre, Tub Ring and Dog Fashion Disco.
En enero del 2009 encabezó el Kerrang! Relentless Energy Drink tour.
En diciembre del 2010 lanzaron un cómic titulado Adventures Into Mindless Self Indulgence acerca de varias historias y momentos significantes en la carrera de la banda.
En una entrevista el vocalista principal Jimmy Urine reveló que habría una "sorpresa especial a lo MSI" para los fanes en el 2011, que resultó ser el lanzamiento de una versión CD/DVD completa y remasterizada del primer álbum de la banda, Tight, titulada "Tighter" incluyendo varios bonus tracks y grabaciones pertenecientes a sus primeros días.
El 30 de octubre de 2011 anunciaron que una gira tendría lugar en los Estados Unidos de América que iniciaría el 3 de marzo de 2012, finalizando el 1 de abril del mismo año.
No obstante, Mindless Self Indulgence anunció una gira por Europa que se extendería desde el 25 de octubre al 10 de noviembre de 2012.

## Curiosidades
- En la canción Revenge se cuenta con las voces de Lyn-z y Kitty.
- En una entrevista con Shoutweb, Little Jimmy Urine, dice haber sido detenido en Detroit por cargos de exposición indecente mientras que estaba de gira con él, Insane Clown Posse.
- Jimmy colaboró con un remix de una canción de Morningwood.
- La tapa de "Frankenstein Girls Will Seem Strangely Sexy" fue dibujada por Jamie Hewlett, cocreador de Gorillaz.
- El video de Shut Me Up fue dirigido por Jhonen Vasquez, creador de Invasor Zim.
- La canción Never Wanted To Dance (Electro Hurtz Mix) se encuentra en la banda sonora oficial del videojuego de simulación de carreras Need for Speed: Undercover.
- La canción más controvertida de la banda fue "Panty Shot" del año 1999, porque hablaba sobre la Pedofilia
- La tapa de la edición japonesa del álbum "You'll Rebel to Anything" es una parodia a la tapa del EP "Another Mindless Rip Off" de la misma banda.

## Miembros actuales

### Jimmy Urine

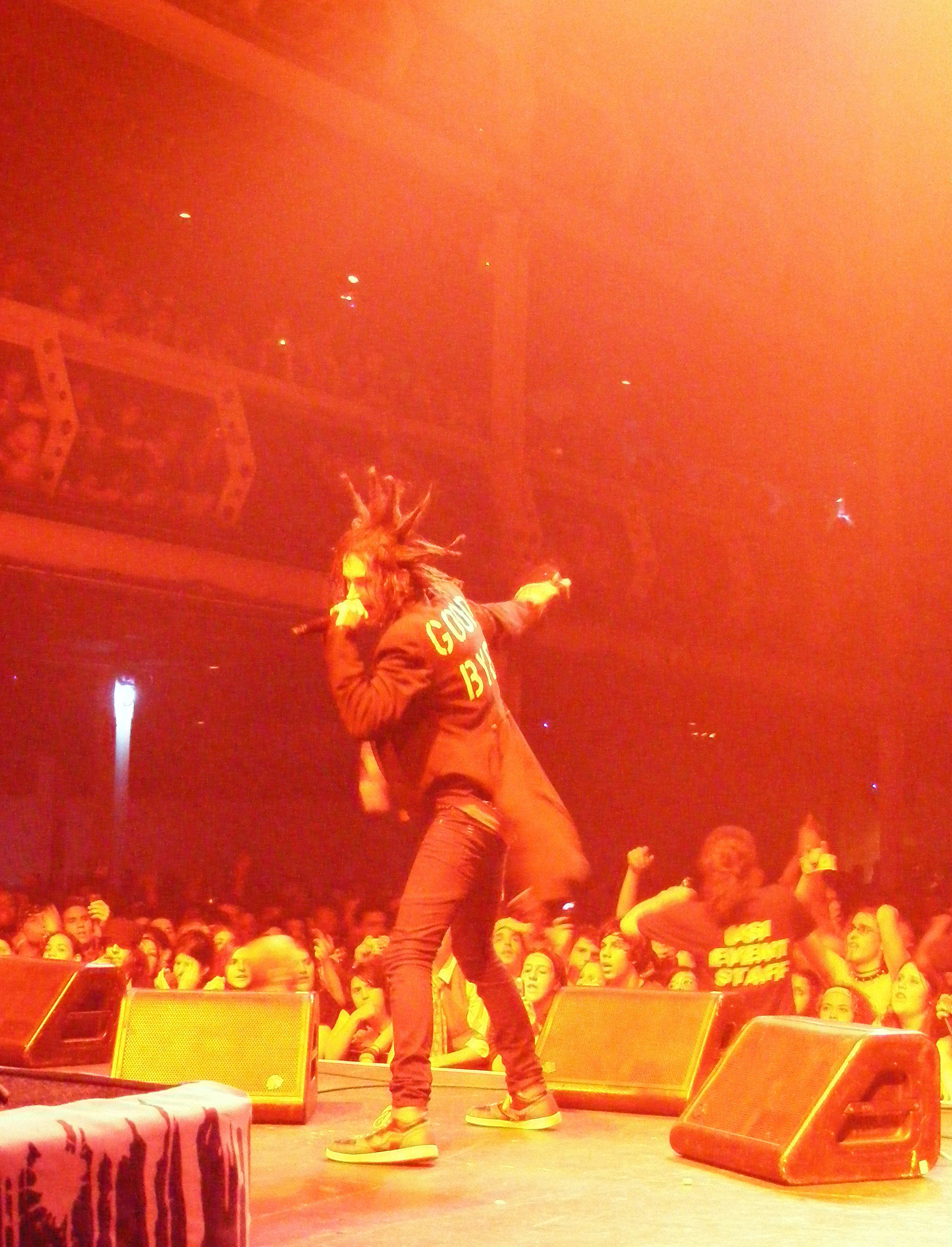
Jimmy Urine en vivo el 27 de junio de 2008.

- James Euringer, más conocido como Jimmy Urine, es el vocalista del grupo y encargado de las programaciones del grupo creando el ambiente electrónico. Nació el 7 de septiembre de 1969 en Nueva York. Antes de comenzar con la banda, Jimmy se dio a conocer con un disco en solitario llamado Mindless Self-Indulgence. Steve, coescribió y jugó con la canción "Bed of Roses". Urine and Righ, publicaron un álbum como The Left Rights.

Urine se casó con Chantal Claret, cantante de la banda Morningwood, el 18 de enero de 2008.

### Steve, Righ?

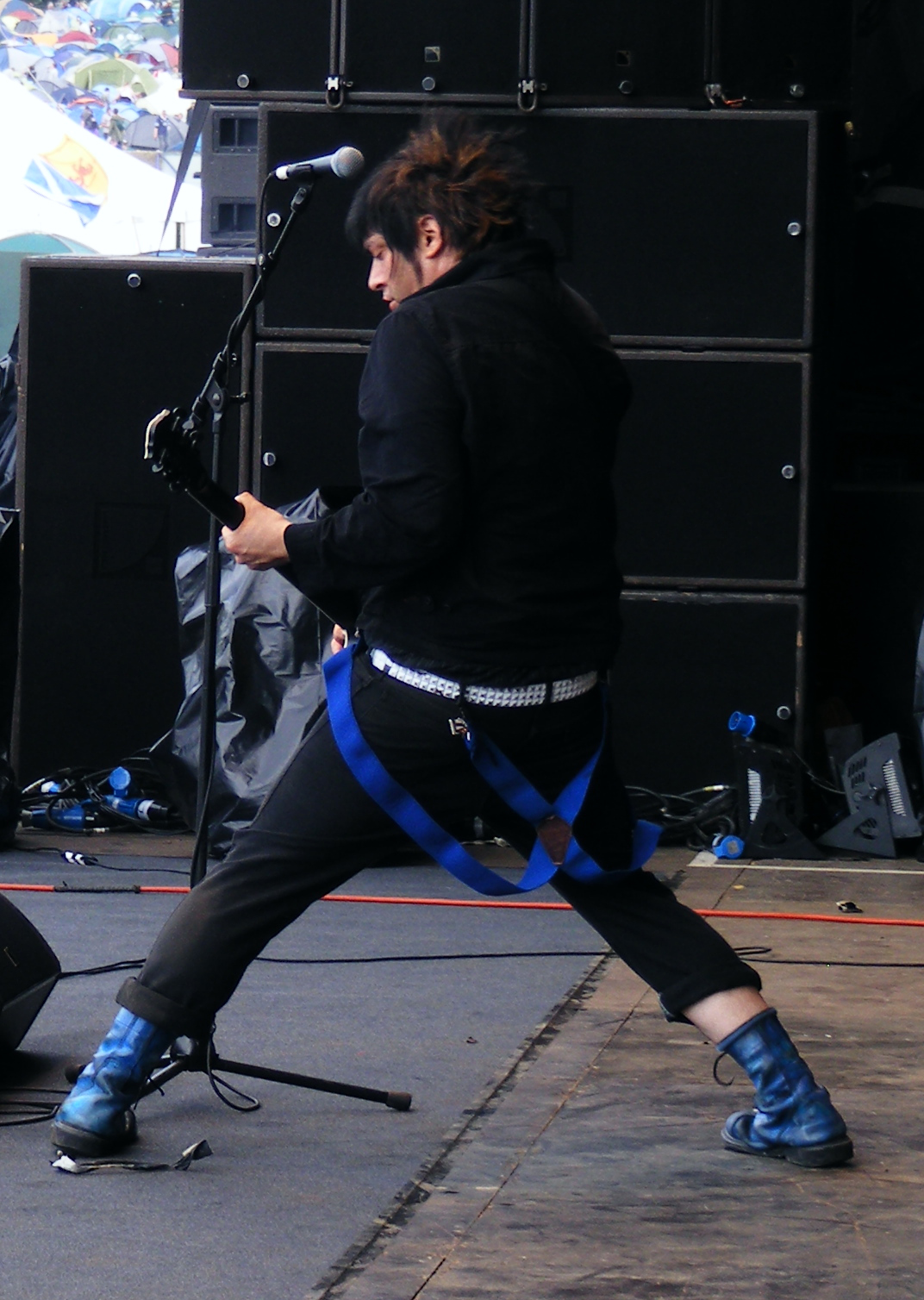
Steve, Righ? en una presentación en vivo en julio del 2008

- Steven Montano es el guitarrista de la banda. Tiene el nombre de Steve, Righ? porque alguien se acercó a él en un espectáculo preguntándole: "You're Steve, right?...". (Tú eres Steve, ¿verdad?).

Le han operado dos veces de la cadera. Según una entrevista para la revista Kerrang! Steve afirma que le han parado varias veces en los detectores de metales de los aeropuertos debido a su cadera de metal.

### Lyn-Z

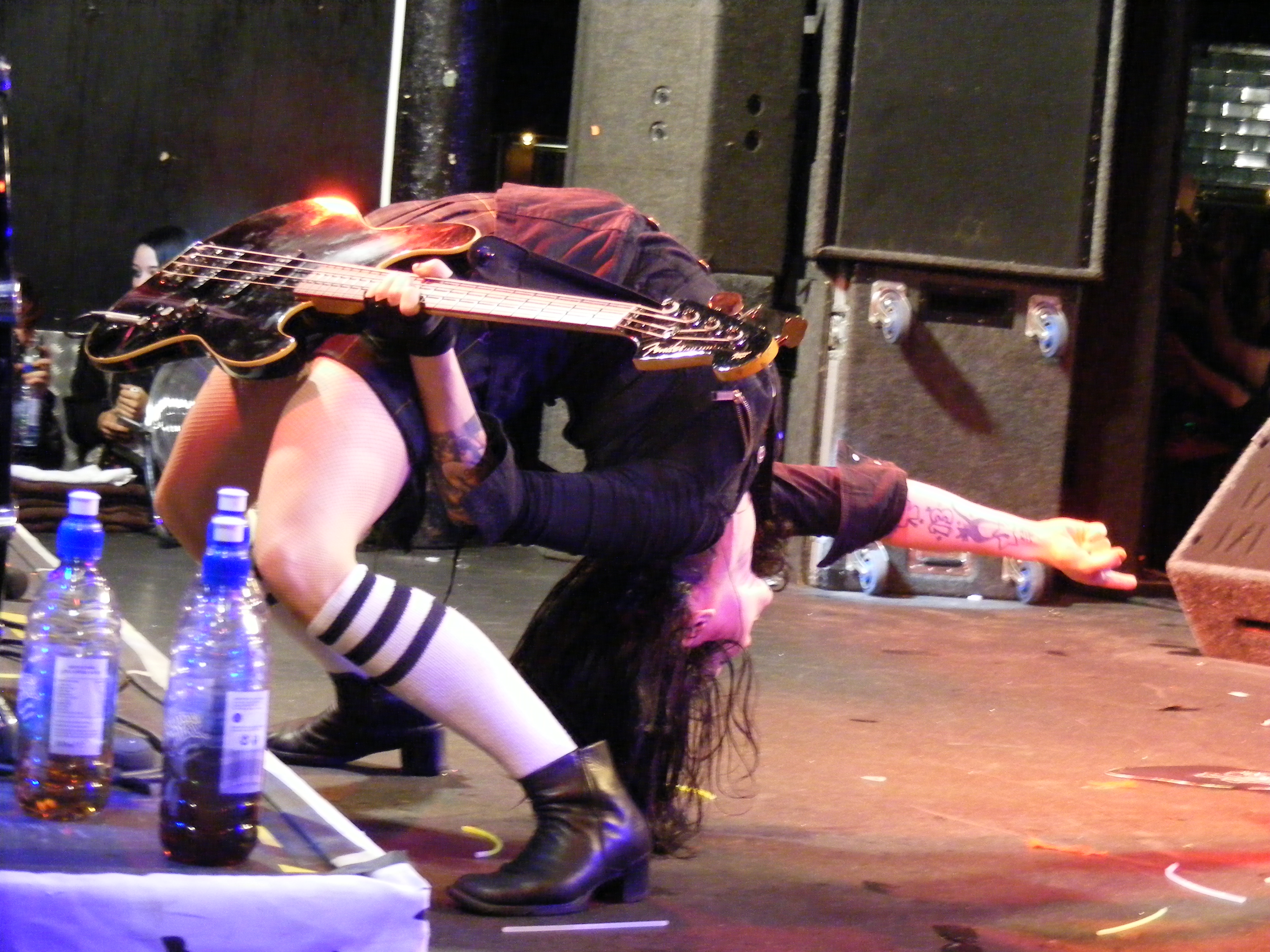
Lyn-Z realizando uno de sus movimientos característicos el 10 de julio de 2008

- Lyn-z (Lindsey Ann Ballato/Lindsey Ann Way) es la bajista del grupo. Se incorporó en el grupo MSI en el 2001, sustituyendo a Vanessa YT que abandonó la banda poco después de sacar el álbum Frankenstein Girls Will Seem Strangely Sexy. Lindsey se casó con Gerard Way, el vocalista de My Chemical Romance el 3 de septiembre de 2007, con quien tuvo una hija llamada Bandit.

### Kitty

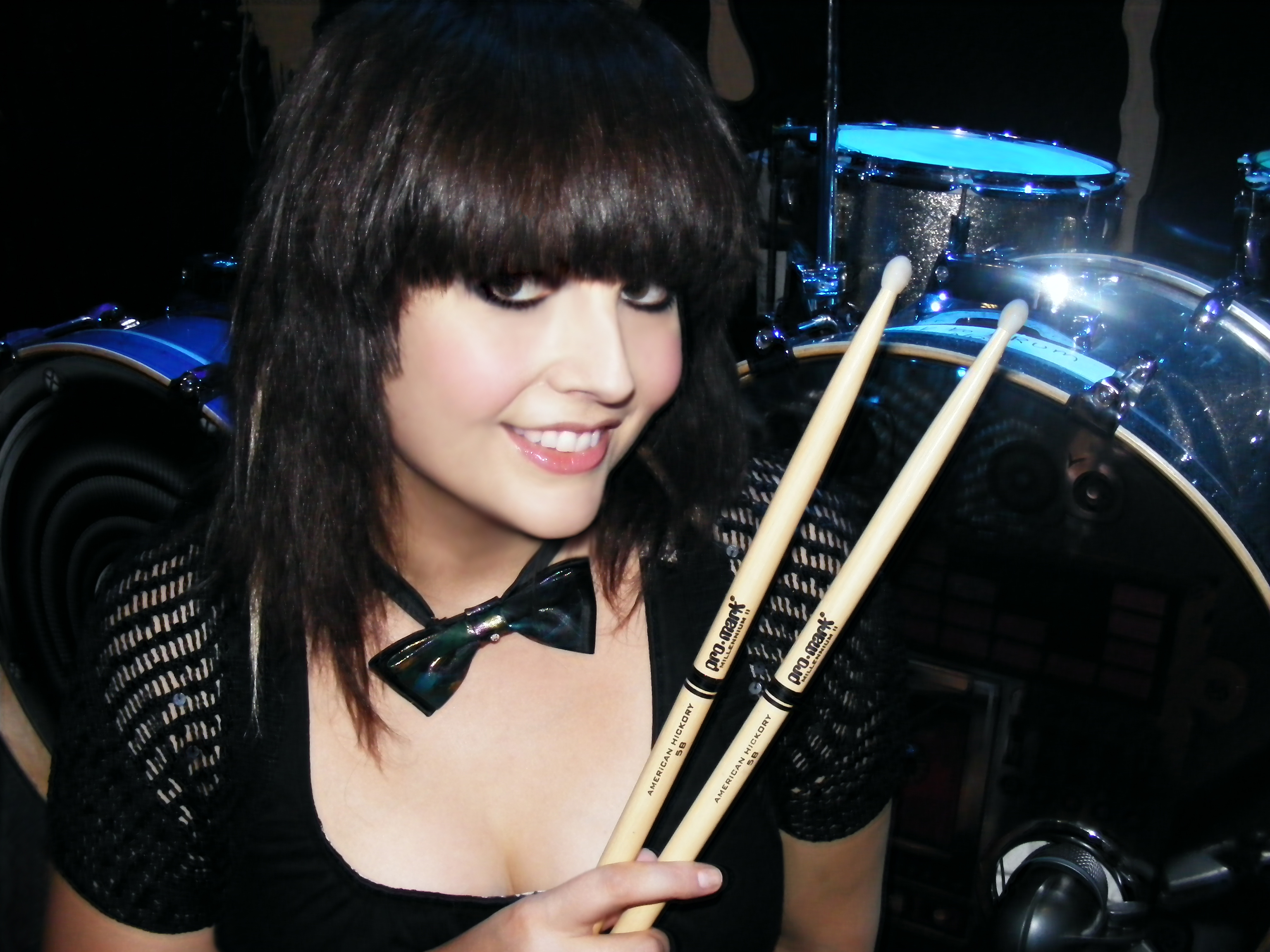
Kitty el 4 de octubre de 2008

- Jennifer Dunn nació el 1 de agosto y es la baterista de MSI, se incorporó a la banda en 1997 como miembro permanente. Kitty diseñó y dirigió la web oficial del álbum Frankenstein Girls Will Seem Strangely Sexy. Jennifer se casó con Jiddan O'neil.

## Antiguos miembros
- Vanessa YT - bajo (1998-2001)
- Markus Euringer - guitarra, bajo (1997)
- Rob Kleiner - ?.

## Discografía
- Tight (1999)
- Frankenstein Girls Will Seem Strangely Sexy (2000)
- Despierta Los Niños (2003)
- You'll Rebel to Anything (2005)
- If (2008)
- <3 Less Than Three (2010)
- How I Learned to Stop Giving a Shit and Love Mindless Self Indulgence (2013)
- Pink (2015)
- MSI B-SIDES Vol. 1 (2024)